# Шеліґі (Плоцький повіт)
Шеліґі (пол. Szeligi) — село в Польщі, у гміні Слупно Плоцького повіту Мазовецького воєводства.
Населення — 92 особи (2011).
У 1975-1998 роках село належало до Плоцького воєводства.

## Демографія
Демографічна структура станом на 31 березня 2011 року:
|          | Загалом | Допрацездатний вік | Працездатний вік | Постпрацездатний вік |
| -------- | ------- | ------------------ | ---------------- | -------------------- |
| Чоловіки | 50      | 15                 | 25               | 10                   |
| Жінки    | 42      | 5                  | 21               | 16                   |
| Разом    | 92      | 20                 | 46               | 26                   |